# 저지 아이즈: 사신의 유언
《저지 아이즈: 사신의 유언》(JUDGE EYES：死神の遺言)은 용과 같이 스튜디오 개발, 세가 배급의 액션 어드벤처 게임이다. 플레이스테이션 4용으로 2018년 12월 일본, 2019년 5월 전세계 출시. 2021년 4월 리마스터판이 일본과 아시아에서 출시.
플레이어는 탐정 야가미 다카유키가 되어 피해자들이 모두 눈이 도려내진 채 발견되는 연속살인사건을 좇아 해결하고자 한다. 이 과정에서 배경이 되는 도쿄의 카무로쵸에서 불량배들과 싸우거나 미션에 따라 미행, 잠입, 단서찾기 따위를 행한다.
본작의 개발은 2015년 시작되었는데 당시의 코드네임은 프로젝트 저지였다. 기원을 거슬러 올라가면 세가에서 나고시 도시히로를 작가로 하는 새 IP를 만들고자 한 데서 시작되는데, 나고시는 자신이 이전 작업했던 용과 같이 시리즈랑은 별개의 새로운 타입의 이야기를 만들고자 했으므로 그 결과 기획된 것이 시리즈의 초심자여도 쉽게 접하는 것이 가능한 탐정 게임이었다. 가수 겸 배우 기무라 타쿠야가 주인공의 얼굴과 목소리에 참여하였다. 대중의 요구가 있어 영어 이하 제언어에서 보이스오버 더빙이 이루어졌다. 일본의 록밴드 알렉산드로스가 본작에 두 개의 곡을 제공했다.
2019년 3월 본작에 참여했던 피에르 타키가 마약 사용으로 구속됨으로 인해 일본 시장에서 철수, 전세계판 출시를 앞두고 타키가 참여한 캐릭터의 얼굴과 목소리를 교체하였다.
본작에 대한 평론가의 평가는 전반적으로 호평이다. 이야기와 부콘텐츠에 있어 호평을 들었으나 다만 수사 메커니즘의 단순함에 있어서는 혹평이었다. 전술한 리마스터판은 프레임 레이트와 비주얼을 개선시킨 데에서 호평이었다. 속편이 되는 《로스트 저지먼트》가 2021년 9월 출시 예정.